# Pune Division
Pune Division är en division i Indien.   Den ligger i delstaten Maharashtra, i den sydvästra delen av landet, 1 200 km söder om huvudstaden New Delhi. Antalet invånare är 9 429 408. Arean är 57 234 kvadratkilometer.
Terrängen i Pune Division är huvudsakligen kuperad, men söderut är den bergig.
Följande samhällen finns i Pune Division:
- Pune
- Pimpri-Chinchwad
- Pimpri
- Shivaji Nagar
- Khadki
- Lonavla
- Bārāmati
- Talegaon Dābhāde
- Daund
- Sirūr
- Sāsvad
- Kalamb
- Junnar
- Koregaon
- Kharakvasla
- Chākan
- Indāpur
- Alandi
- Bhor
- Rājgurunagar
- Kalas
- Manchar
- Jejūri
- Lohogaon
- Talegaon Dhamdhere
- Wadgaon
- Shikrapur
- Bhigvan
- Khed
- Dehu
- Paud